# کاستینیانو
کاستینیانو (به ایتالیایی: Castignano) یک کومونه در ایتالیا است که در استان اسکولی پیچنو واقع شده‌است.

## خصوصیات
کاستینیانو ۳۸٫۹ کیلومترمربع مساحت و ۳٬۰۳۹ نفر جمعیت دارد و ۴۷۳ متر بالاتر از سطح دریا واقع شده‌است.